# Органски поремећаји артикулације
Органски поремећаји артикулације представљају скуп поремећаја заједничке делатности говорних органа приликом произвођења говорних гласова, која је уско повезана са развојем фонемског слуха код деце који омогућава диференцирање гласова у речи. Артикулациони поремећај се може јавити као изолована тешкоћа или може бити удружен са неком другом говорно-језичком тешкоћом (нпр фонолошким поремећајем, специфичним језичким поремећајем, муцањем).

## Основне информације
Комуникација подразумева свако вербално или невербално понашање, без обзира на то да ли је намерно или ненамерно, а које утиче на понашање, идеје или ставове других особа у окружењу. Језик, говор и комуникација су три појединачна система одређена структуром и специфичним развојним процесима така да ако у једном домену постоји кашњење или заостајање, оно се може одразити на друге домене. За успешну комуникацију неопходно је да дете увремењено развије темељне вештине којима ће моћи разменити одређене садржаје. Размена може бити вербална и невербална (гестикуларна, писана, итд). Функција артикулације у комуникацији представља заједничку делатност говорних органа приликом произвођења говорних гласова. Правилна говорна артикулација је уско повезана са развојем фонемског слуха код деце који омогућава диференцирање гласова у речи. Развој артикулације следи развојни модел и са око четири године говор би требало да је разумљив.
У том смислу код појединих особа могу се јавити артикулациони поремећаји, односно поремећај изговора говорних гласова, као поремећаји моторичке производње појединог гласа (једног или више њих) који се манифестују у виду:
- недостатка или недовољне диференцираности вокала (а, е, и, о, у),

- недостатка реализације неког гласа (омисија),

- замене једног гласа другим (супституција),

- неправилног изговарања појединог гласа (дисторзија у облицима: сигматизам — тешкоће у изговору гласова с, з, ц, ш, ч, ћ, ђ, ротацизам — тешкоће у изговору гласа р, и ламбдацизам — тешкоће у изговору гласа л).

## Етиологија
Органске артикулационе поремећаје узрокују:
Aнатомскe неправилности говорних органа:
- неправилни зуби и загриз,

- високо и уско тврдо непце,

- прекратка и задебљана подјезична ресица,

- расцепи усне и непца и слично.

Урођени деформитети
Неуролошка стања
- недовољнапокретљивост и спретност говорних органа — моторна дизартрија код церебралне парализе, развојна говорна апраксија.

## Дијагноза
У функцији артикулације процењује се:
- квалитет изговореног гласа,

- положај говорних органа приликом изговора одређеног гласа или групе гласова,

- присуство патолошког гласа.

### Процена
Процену функције артикулације неопходно је да уради логопед. Процена се у свим узрастима врши на основу анамнестичких података добијених од родитеља или старатеља детета, као и клиничког прегледа и опсервације уз по процени додатне дијагностичке процедуре (стандардизовани тестови у логопедији):
1. Тријажни артикулациони тест 
2. Глобални артикулациони тест 
3. Тест за процену артикулационих и фонетско-фонолошких способности:
- процена покретљивости говорних органа,
- испитивање артикулације гласова,
- испитивање фонетско-фонолошких способности,

4. Тест оралне праксије. 

## Прогноза
Присутност умерених тешкоћа (ниво 2) представља умерено отежавајући чинилац за развој и партиципацију детета у социјалним и образовним ситуацијама, у свим узрастима. Није довољан као самосталан критеријум за упис детета у Регистар, али говори о потреби за интервенцијом у циљу пружања помоћи детету.
Присутност изражених тешкоћа (ниво 3 и ниво 4) негативно утиче на партиципацију детета у образовним и социјалним ситуацијама. Представља довољан критеријум за упис детета у Регистар. Мора бити праћен одговарајућим интервенцијама (нпр. додатне специјалистичке процене, саветовање родитеља, интервенције у вртићу или школи, прилагођавање образовног приступа).